# Hamburg-St. Pauli
St. Pauli of Sankt Pauli is een stadswijk van het district Hamburg-Mitte in Hamburg. Hoewel St. Pauli ook een beduidend woongebied is, staat het vooral bekend om het deel van de wijk dat der Kiez wordt genoemd: een hoerenbuurt die tegenwoordig ook het middelpunt is van allerlei andere vormen van stedelijk vermaak. Middelpunt van der Kiez is de Reeperbahn.

## Geografie

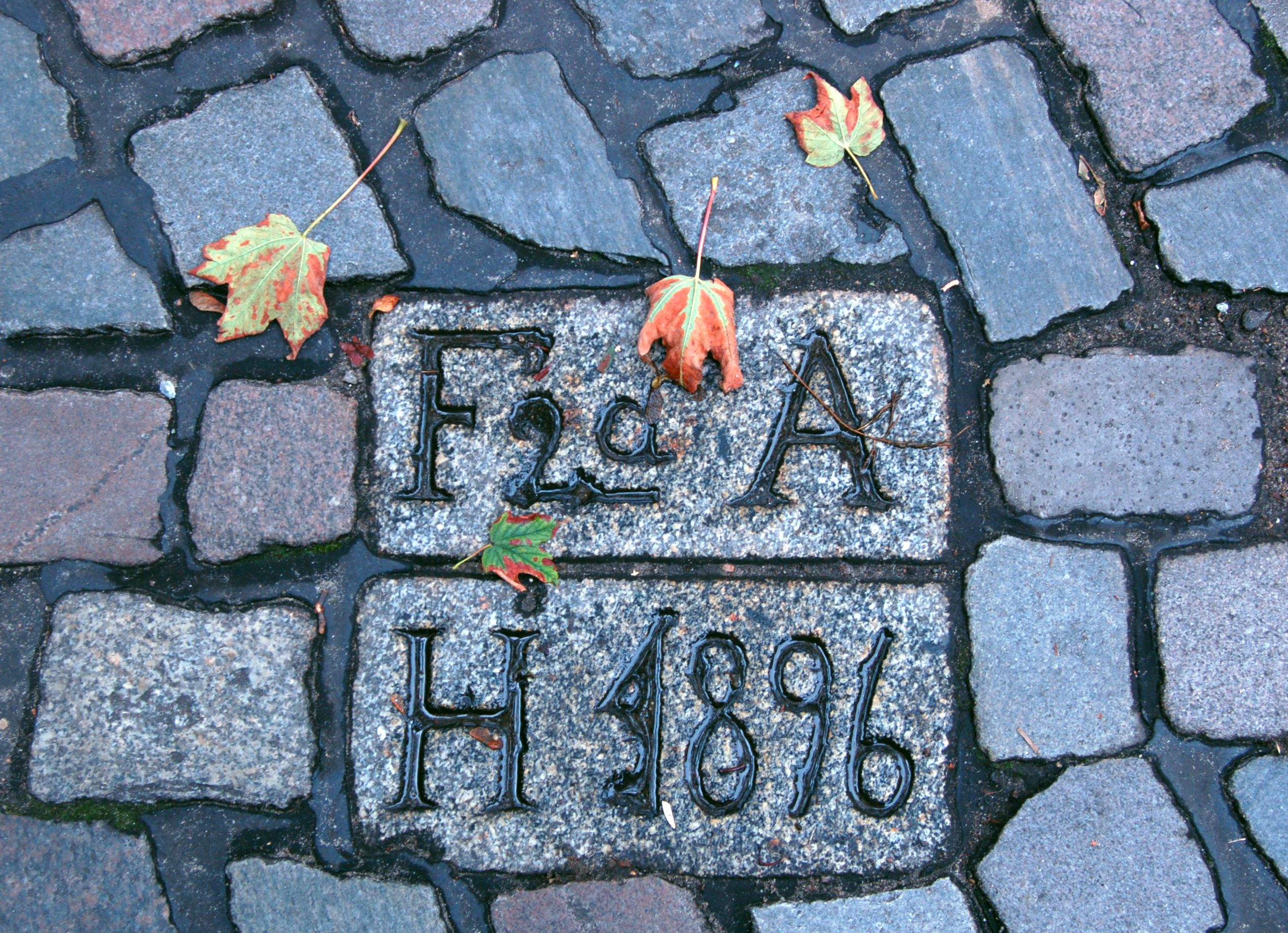
Grenssteen tussen Altona en Hamburg uit 1896 in de Brigittenstraße

Het stadsdeel St. Pauli ligt ten westen van Neustadt. De grens verloopt hier in een boog langs de voormalige Hamburger stadsmuur. Beginnend in het noorden aan de Dag-Hammarskjöld-Platz ten zuiden van Station Hamburg Dammtor volgt deze het verloop van de Marseiller Straße/Bei den Kirchhöfen/Holstenglacis/Glacischaussee/Helgoländer Allee. In het zuiden vormt de Norderelbe en de haven van Hamburg met het op de zuidoever gelegen Steinwerder het eindpunt. De westgrens richting de voormalige stad Altona, met het huidige stadsdeel Altona-Altstadt verloopt vanuit het noorden over de Bernstorffstraße/Kleine Freiheit/Pepermölenbek/Trommelstraße/Antonistraße tot aan de Elbe. Tot 1938 verliep de stadsgrens met Altona anders. Zo behoorden de straten Schulterblatt, Beim Grünen Jäger, Kleine Freiheit en Große Freiheit tot Altona. Daarentegen behoort het toentertijd in St. Pauli gelegen deel rond Lange Straße/Hein-Köllisch-Platz/Pinnasberg tegenwoordig tot Altona.
In het noorden vormt ruwweg de spoordijk van de Hamburg-Altonaer Verbindungsbahn vanaf Dammtor tot en met station Sternschanze de grens met Rotherbaum en het stadsdeel Hamburg-Sternschanze, dat in 2008 grotendeels uit voorheen tot St. Pauli behorende gebieden werd gevormd. De verdere grens met het nieuwe stadsdeel verloopt over de Schanzenstraße/Lagerstraße/Sternstraße/Neuer Kamp en via de Stresemannstraße weer richting de hoek van de Bernstorffstraße.

## Geschiedenis

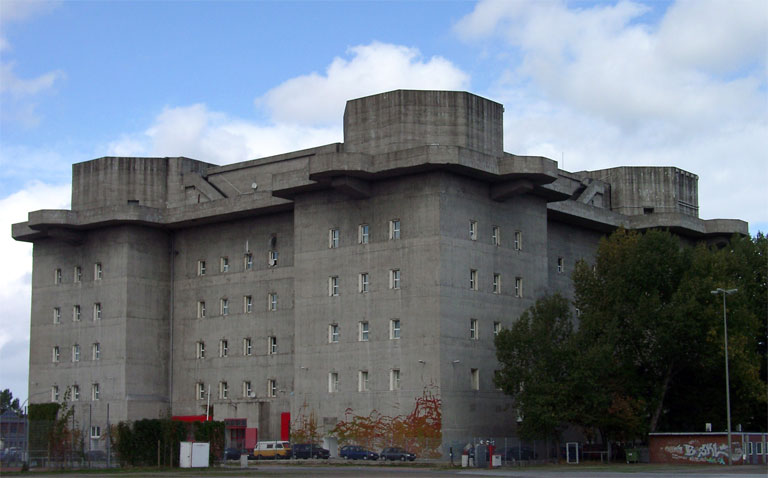
FLAK-Turm IV te Hamburg-St. Pauli (2004)
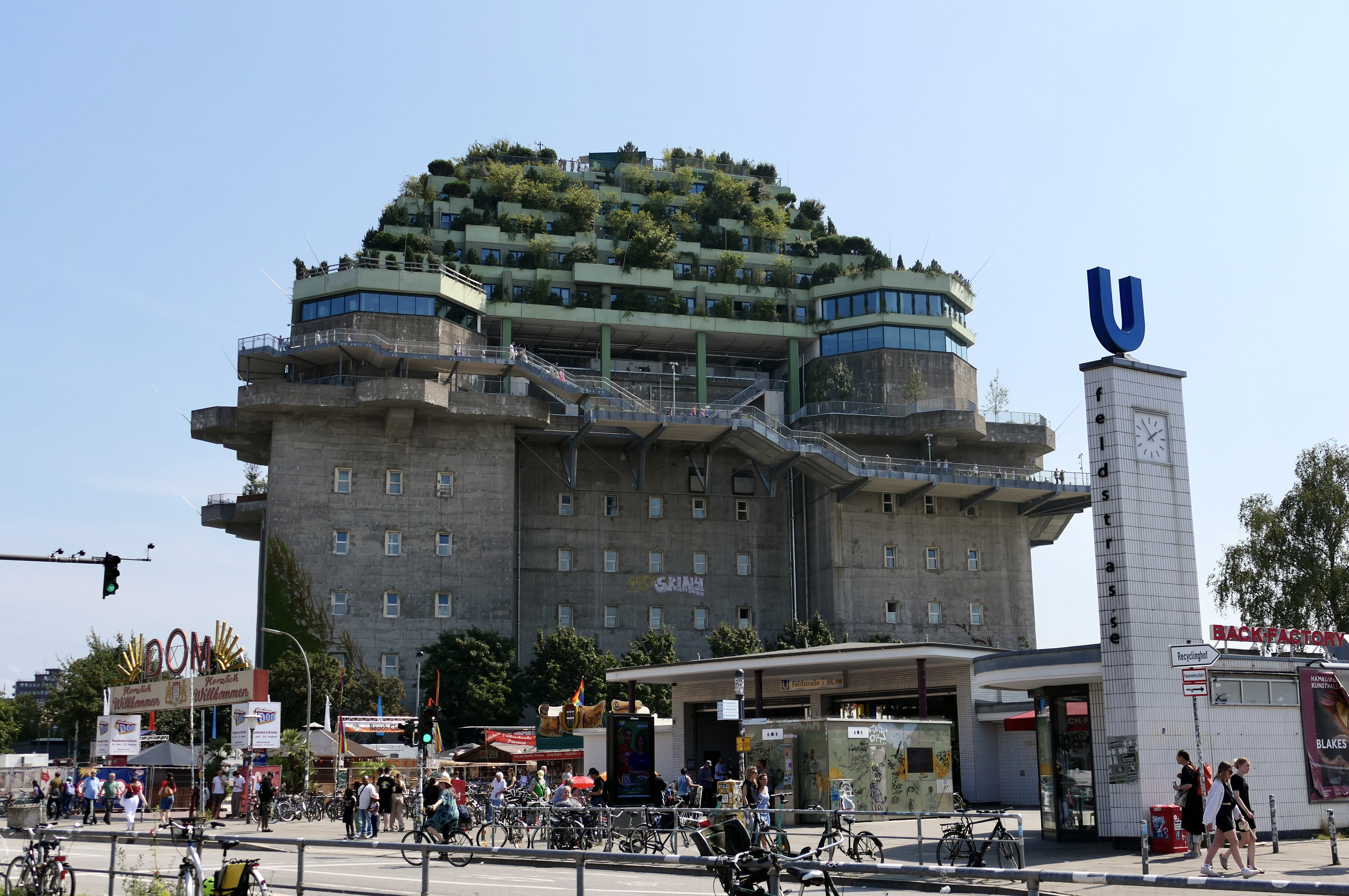
Flakturm IV in 2024
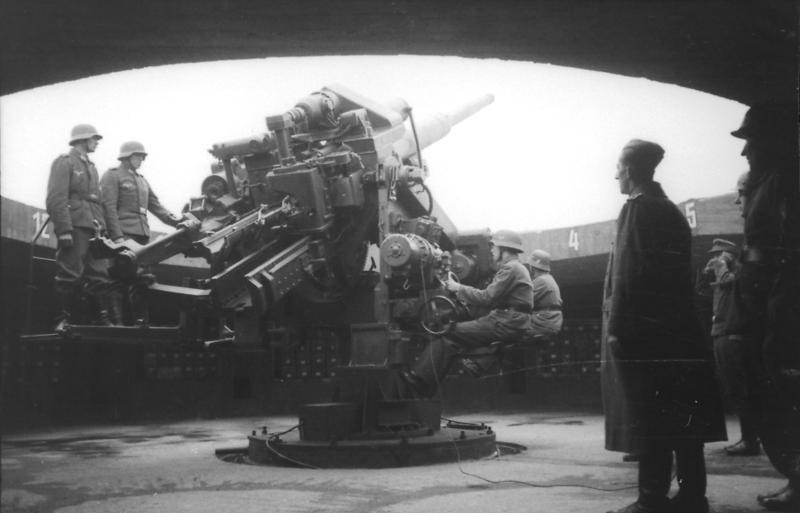
Luchtafweergeschut (FLAK) op deze bunker tijdens WO II
Situering van deze bunker; direct ten zuiden ervan staat het Millerntor-Stadion.

Millerntor was oorspronkelijk de naam van een stadspoort die deel was van Hamburgs vestingwerken. Voor het bouwen van die vestingwerken werden aan het begin van de 17e eeuw de diverse heuvels die de Hamburger Berg vormden, afgegraven. Het gebied dat overbleef, bleef aanvankelijk onbebouwd omdat het zich in het schootsveld van de Millerntor bevond. In de loop van de 17e eeuw ontwikkelde het zich tot uitwijkplaats van activiteiten die in de binnenstad te veel overlast gaven: zowel vervuilende industrieën als bronnen van illegaal vermaak vestigden zich op de voormalige Hamburger Berg.
Vooral na de Dertigjarige Oorlog, die Hamburg dankzij zijn vestingwerken vrijwel ongeschonden was doorgekomen, floreerde het gebied. Tijdens de Franse bezetting werd het echter opnieuw met de grond gelijk gemaakt want Hamburg was tijdens de napoleontische oorlogen wederom een militaire vesting, tot groot ongenoegen van de burgerbevolking. Nadat de militairen waren vertrokken besloot men daarom de vestingwallen eens en voor altijd af te breken. In het gebied buiten de voormalige wallen bloeiden de gebruikelijke activiteiten opnieuw op en het werd officieel de wijk Sankt Pauli -- vernoemd naar de kerk die er inmiddels was gebouwd.
In de Tweede Wereldoorlog werd in Sankt Pauli aan de straat Heiligengeistfeld een nog bestaande,  zeer grote bunker, Flakturm IV, gebouwd. Een soortgelijke bunker, Flak-Turm VI, ontstond in de Hamburgse wijk Wilhelmsburg. Beide torens werden in 1942, door inzet van vele honderden dwangarbeiders, gebouwd. De Flak-Turm IV had vier batterijen zwaar luchtafweergeschut, ter bescherming tegen luchtaanvallen op Hamburg door de geallieerden, op het vijf meter dikke betonnen dak. Het gebouw diende voor tot wel 25.000 mensen als noodonderkomen tijdens bombardementen op de stad. De buitenmuren zijn 3½ meter dik.  Het nagenoeg vierkante gebouw is 38 m hoog, en is 75 m lang en breed.  Na de oorlog diende de bunker als complex noodwoningen, en vanaf 1990 als media- en muziekcentrum. Een bekende uitgaansgelegenheid in de bunker draagt de naam Uebel & Gefährlich. Een investeringsmaatschappij, die het gebouw in eigendom heeft, heeft er in de periode 2022-2025 o.a. een hotel, sport- en vermaakinstellingen e.d. in gevestigd. Bijzonder is, dat bovenop de bunker een tot 20 m hoge piramide is gebouwd, voorzien van een weelderige daktuin, met verschillende soorten middelgrote bomen. Dit moet het stedelijke microklimaat te Hamburg positief gaan beïnvloeden.  De bunker behoort tot de meest markante gebouwen van heel Hamburg.
In de twintigste eeuw verdwenen de industrieën en Sankt Pauli werd een woonwijk met een aanzienlijke vermaaksindustrie. De zanger/filmacteur Hans Albers had er zijn thuishaven en veel Engelse bands, waaronder The Beatles, gaven er hun eerste buitenlandse optredens. Aan de Beatles was van 2009 tot 2012 nog het museum Beatlemania Hamburg gewijd. Het oude Panoptikum Hamburg, dat op de 19e-eeuwse traditie van panoptica teruggaat, aan de Spielbudenplatz bestaat nog.
De Star-Club kende er een roemrijk verleden, en werd opgevolgd door de Mojo Club, tegenwoordig gevestigd in de ondergrondse verdiepingen van de Tanzende Türme.

## Sport
Het op een steenworp van de Reeperbahn gelegen voetbalstadion Millerntor is de thuisbasis van de profclub FC St. Pauli.